# ANA控股
全日空控股株式會社是以航空運輸事業為主之全日空集團（ANA Group）的控股公司，總部位於日本東京汐留。

## 概要
2013年4月1日，全日本空輸株式會社將旗下航空運輸事業讓渡予子公司「ANA控股株式會社」，自身則轉型為控股公司，負責全日空集團的整體經營。集團以定期航空運輸事業為中心，持有股份的旗下公司包括航空運輸業、旅遊業、公司事務相關事業等。公司在轉型時變更為現在的名稱。
此外，接手航空運輸事業的子公司「ANA控股株式會社」則改名為「全日本空輸株式會社」。

## 歷史

### 航空公司時代
全日本空輸最早的前身是極東航空公司和日本直升機輸送（日本ヘリコプター輸送），兩間公司個分別在1952年12月26日和27日設立。1957年12月，日本直升機株式會社改名為「全日本空輸株式會社」，並在隔年（1958年）3月1日將極東航空併入全日本空輸株式會社。
1972年8月，全日本空輸株式會社在東京證券交易所、大阪證券交易所股票上市。1991年10月在倫敦證券交易所上市。
為了轉型為控股公司，全日本空輸株式會社在2012年4月2日成立了子公司「ANA控股株式會社」（ANAホールディングス株式会社）。

### 控股公司時代
2013年4月1日，「全日本空輸株式會社」將航運事業讓渡予一年前新成立的「ANA控股株式會社」，自身並同時變更為真正的控股公司，並將公司名改為「ANA控股株式會社」。而承接下航空運輸事業的原ANA控股株式會社則更名為「全日本空輸株式會社」。

## 集團旗下企業
- 全日本空輸
- 樂桃航空
- 全日空商事
- 全日空航空货运
- 其他航空相關子公司、地勤服務公司等[3]
- 全日空皇冠假日飯店「ANA Crowne Plaza Hotel」

最初，在前全日本空輸時代創立並持股的樂桃航空並非正式屬於全日空集團旗下的企業，伴隨ANA控股逐步收購樂桃航空的股份，目前樂桃航空已是ANA控股旗下100%持股的子公司。

## 資料來源
1. ↑  . ロイター. 2012-02-17  [2014-02-26]. （原始内容存档于2014-03-02）.
2. ↑   (PDF). ニュースリリース. 全日本空輸. 2012-05-15  [2014-02-26]. （原始内容存档 (PDF)于2012-06-20）.
3. ↑  .   [2014-02-26]. （原始内容存档于2014-02-26）.
4. ↑  . プレスリリース. 全日本空輸株式会社. 2012-02-17  [2014-02-26]. （原始内容存档于2014-03-02）.

## 外部連結
- ANA控股株式會社（页面存档备份，存于）